# Cinnamomum tamala
Cinnamomum tamala (Buch.-Ham.) T.Nees & Eberm. – gatunek rośliny z rodziny wawrzynowatych (Lauraceae Juss.). Występuje naturalnie w północnych Indiach (między innymi w Kaszmirze), Nepalu, Bhutanie, Mjanmie, Tajlandii oraz południowych Chinach (w zachodniej części Junnanu). 

## Morfologia
PokrójZimozielone drzewo dorastające do 20 m wysokości. Kora ma brązowoszarawą barwę. Gałęzie są nagie, mniej lub bardziej szorstkie.
LiścieNaprzemianległe. Mają kształt od owalnego do lancetowatego. Mierzą 7,5–15 cm długości oraz 3–5,5 cm szerokości. Są nagie, lekko skórzaste. Nasada liścia jest klinowa. Blaszka liściowa jest o długo spiczastym wierzchołku. Ogonek liściowy jest nagi i dorasta do 5–13 mm długości.
KwiatySą niepozorne, obupłciowe, zebrane w geste i rozgałęzione wiechy o owłosionych i szarawych osiach, rozwijają się w kątach pędów lub na ich szczytach. Kwiatostany dorastają do 5–10 cm długości, podczas gdy pojedyncze kwiaty mają długość 6 mm. Są owłosione i mają zielonobiaławą barwę.

## Biologia i ekologia
Rośnie w wiecznie zielonych lasach. Występuje na wysokości od 1200 do 2100 m n.p.m. Kwitnie od kwietnia do maja.